# 忒提斯島 (加拿大)
忒提斯島（英語：Thetis Island）是加拿大的一個島嶼，位於佐治亞海峽的海灣群島南部，比鄰佩內拉庫島。行政上屬於考伊琴山谷地區，分屬考伊琴山谷G號選區。

## 歷史
忒提斯島在原住民的哈爾魁梅林語中稱為，原意是「面向」、「方向」的意思，後成為忒提斯島的稱呼。忒提斯島和佩內拉庫島相隔一片（泥灘），在泥灘東側的海灣稱為（今蛤蜊灣），意思是「舀水的地方」，源於在獨木舟靠岸時將舟內水舀出。1851年英國海軍在調查佐治亞海峽時發現五個未命名的小島，將最大兩個島嶼以船長奥古斯都·利奥波德·庫珀名字和船艦忒提斯號取名，該島命名為忒提斯島，船名是源於希臘神話中的海洋女神忒提斯。1873年第一批英國移民進入忒提斯島開拓，1874至1886年相繼來了一批開拓者，這批移民並沒有建立永久定居點，甚至有人在島上死去。1890至1900第一個十年，第二批移民進駐，部分人的後裔至今仍在忒提斯島上。1905年，忒提斯島和佩內拉庫島之間的泥灘首次被疏通，成為永久性航道，過去一到退潮時泥灘就無法通過。這個航道當地人稱呼為「路堑」（Cut）。

## 島內設施
過去島上有三個基督教營地，目前只有兩個，分別是於1947年建立的哥倫比亞營地，自1980年代卑詩聖公會教區就開始資助營地，營地於2011年關閉，2016年6月教區出售營地；於1955年由基督教校際聯誼會建立的太平洋先鋒營；還有於1979年成立的卡彭雷港聖經學校，三個營地給忒提斯島帶來大量訪客，僅卡彭雷港聖經學校每年夏天就接待約4000名參加聖經課程的學生，學生來自20多個國家和地區。
當地只有一所提供幼兒園到7年級課程的忒提斯島小學，一般學年全校有20名學生就讀。學校可以追溯到1920年，在當年9月開學，學校的課程由湯林森任教，除了一般的科目還包括一些簡單的軍事訓練。第二所學校由社區籌建，於1922年建立在伯切爾家族的土地上，學校教師是來自鹽泉島的多兹。1930年到1950年由於缺乏學生，學校無法運轉，到1950年在魯珀特·福布斯的土地上建立第三所學校。1972年學校管理權從萊迪史密斯學區轉為考伊琴山谷學區。同年政府打算關閉學校，居民邀請加拿大廣播公司報道事件，消息登上《溫哥華太陽報》頭版。此後學區一直表示想關閉學校，但是在家長的反對下營運至今。
島上除學校以外的社區服務均由當地志願者自發組織，當地的志願消費隊曾在2015年全國野火社區防備日比賽中獲獎，並將獎金用在當地的野火研討會中，給居民科普防火知識。

## 地理
忒提斯島的長度和寬度相約，島內有平緩起伏的山谷，島內最高點為摩爾山，高154米。島的海岸有豐富的侵蝕現象，其中南部有一片美麗的蜂窩狀或雀斑狀的砂岩。島內有一些短且間歇性的溪流，幾個小型的湖泊或沼澤，淡水的供應有限，在夏季用水高峰期很容易出現缺水情況，島民需要建造蓄水池收集雨水或者從島外補充淡水。島內有51公頃用地為農業保留地，當地沒有批出林場許可，但是有部分林地會定期砍伐。
2018年忒提斯島成立了第一個自然保護區「仙履蘭林」，位於伯切爾山下佔地16公頃，保護區取名自每年春天山上盛開的一片仙履蘭。

## 人口
根據2016年人口普查，島内人口男女各半。超過八成人母語是英文，六成四是英裔加拿大人，只有百分之七是原住民出身。

## 交通
忒提斯島是海灣群島中少有的島內擁有完善交通系統且都是鋪設好的道路。對外交通完全依靠渡輪，港口位於島西南邊的普雷迪港，渡輪由卑詩渡輪營運，前往徹梅納斯和佩內拉庫島。

## 外部連結
- 忒提斯島社區網站 （页面存档备份，存于）（英文）